# Формула-1 — Гран-прі Бельгії 2021
Гран-прі Бельгії 2021 (офіційно Formula 1 Rolex Belgian Grand Prix 2021) — автоперегони чемпіонату світу Формули-1, які відбулися 29 серпня 2021 року на гоночній трасі Спа-Франкоршам в Спа, Бельгія. Це дванадцятий етап чемпіонату світу, сімдесят сьоме Гран-прі Бельгії і шістдесят шосте в межах Чемпіонату Світу з Формули-1.
Сильний дощ призвів до відкладання старту гонки, і після того, як 3 із запланованих 44 кіл були завершені позаду автомобіля безпеки, червоний прапор завершив гонку. Відповідно до регламенту Формули-1, результат був отриманий після першого кола. Це — найкоротша гонка чемпіонату світу з Формули-1, яка побила попередній рекорд Гран-прі Австралії 1991 року, яке тривало 14 кіл.

## Кваліфікація
| Поз.                    | No. | Пілот              | Конструктор               | Кваліфікаційний час | Кваліфікаційний час | Кваліфікаційний час | Старт |
| Поз.                    | No. | Пілот              | Конструктор               | Q1                  | Q2                  | Q3                  | Старт |
| ----------------------- | --- | ------------------ | ------------------------- | ------------------- | ------------------- | ------------------- | ----- |
| 1                       | 33  | Макс Ферстаппен    | Red Bull Racing-Honda     | 1:58.717            | 1:56.559            | 1:59.765            | 1     |
| 2                       | 63  | Джордж Расселл     | Williams-Mercedes         | 1:59.864            | 1:56.950            | 2:00.086            | 2     |
| 3                       | 44  | Льюїс Гамільтон    | Mercedes                  | 1:59.218            | 1:56.229            | 2:00.099            | 3     |
| 4                       | 3   | Данієль Ріккардо   | McLaren-Mercedes          | 2:01.583            | 1:57.127            | 2:00.864            | 4     |
| 5                       | 5   | Себастьян Феттель  | Aston Martin-Mercedes     | 2:00.175            | 1:56.814            | 2:00.935            | 5     |
| 6                       | 10  | П'єр Гаслі         | AlphaTauri-Honda          | 2:00.387            | 1:56.440            | 2:01.164            | 6     |
| 7                       | 11  | Серхіо Перес       | Red Bull Racing-Honda     | 1:59.334            | 1:56.886            | 2:02.112            | 7     |
| 8                       | 77  | Вальттері Боттас   | Mercedes                  | 1:59.870            | 1:56.295            | 2:02.502            | 131   |
| 9                       | 31  | Естебан Окон       | Alpine-Renault            | 2:01.824            | 1:57.354            | 2:03.513            | 8     |
| 10                      | 4   | Ландо Норріс       | McLaren-Mercedes          | 1:58.301            | 1:56.025            | без часу            | 152   |
| 11                      | 16  | Шарль Леклер       | Ferrari                   | 2:00.728            | 1:57.721            |                     | 9     |
| 12                      | 6   | Ніколас Латіфі     | Williams-Mercedes         | 2:00.966            | 1:58.056            |                     | 10    |
| 13                      | 55  | Карлос Сайнс мол.  | Ferrari                   | 2:01.184            | 1:58.137            |                     | 11    |
| 14                      | 14  | Фернандо Алонсо    | Alpine-Renault            | 2:01.653            | 1:58.205            |                     | 12    |
| 15                      | 18  | Ленс Стролл        | Aston Martin-Mercedes     | 2:01.597            | 1:58.231            |                     | 191   |
| 16                      | 99  | Антоніо Джовінацці | Alfa Romeo Racing-Ferrari | 2:02.306            |                     |                     | 14    |
| 17                      | 22  | Юкі Цунода         | AlphaTauri-Honda          | 2:02.413            |                     |                     | 16    |
| 18                      | 47  | Мік Шумахер        | Haas-Ferrari              | 2:03.973            |                     |                     | 17    |
| 19                      | 7   | Кімі Ряйкконен     | Alfa Romeo Racing-Ferrari | 2:04.452            |                     |                     | ПЛ3   |
| 20                      | 9   | Микита Мазепін     | Haas-Ferrari              | 2:04.939            |                     |                     | 18    |
| Правило 107 %: 2:06.582 |     |                    |                           |                     |                     |                     |       |
| Джерела:                |     |                    |                           |                     |                     |                     |       |

Примітки
- ↑  — Вальттері Боттас і Ленс Стролл обидва отримали штраф в 5 стартових позицій через аварії на попередньому Гран-прі[3][4].
- ↑  — Ландо Норріс штраф в 5 стартових позицій через незаплановану заміну коробки передач[5].
- ↑  — Кімі Ряйкконен був змушений стартувати з піт лейну через заміну заднього крила[6].

## Перегони
| Поз.                               | No. | Пілот              | Конструктор               | Кола | Час/Відставання | Старт | Очки1 |
| ---------------------------------- | --- | ------------------ | ------------------------- | ---- | --------------- | ----- | ----- |
| 1                                  | 33  | Макс Ферстаппен    | Red Bull Racing-Honda     | 1    | 3:27.071        | 1     | 12.5  |
| 2                                  | 63  | Джордж Расселл     | Williams-Mercedes         | 1    | +1.995          | 2     | 9     |
| 3                                  | 44  | Льюїс Гамільтон    | Mercedes                  | 1    | +2.601          | 3     | 7.5   |
| 4                                  | 3   | Данієль Ріккардо   | McLaren-Mercedes          | 1    | +4.496          | 4     | 6     |
| 5                                  | 5   | Себастьян Феттель  | Aston Martin-Mercedes     | 1    | +7.479          | 5     | 5     |
| 6                                  | 10  | П'єр Гаслі         | AlphaTauri-Honda          | 1    | +10.177         | 6     | 4     |
| 7                                  | 31  | Естебан Окон       | Alpine-Renault            | 1    | +11.579         | 8     | 3     |
| 8                                  | 16  | Шарль Леклер       | Ferrari                   | 1    | +12.608         | 9     | 2     |
| 9                                  | 6   | Ніколас Латіфі     | Williams-Mercedes         | 1    | +15.485         | 10    | 1     |
| 10                                 | 55  | Карлос Сайнс мол.  | Ferrari                   | 1    | +16.166         | 11    | 0.5   |
| 11                                 | 14  | Фернандо Алонсо    | Alpine-Renault            | 1    | +20.590         | 12    |       |
| 12                                 | 77  | Вальттері Боттас   | Mercedes                  | 1    | +22.414         | 13    |       |
| 13                                 | 99  | Антоніо Джовінацці | Alfa Romeo Racing-Ferrari | 1    | +24.163         | 14    |       |
| 14                                 | 4   | Ландо Норріс       | McLaren-Mercedes          | 1    | +27.110         | 15    |       |
| 15                                 | 22  | Юкі Цунода         | AlphaTauri-Honda          | 1    | +28.329         | 16    |       |
| 16                                 | 47  | Мік Шумахер        | Haas-Ferrari              | 1    | +29.507         | 17    |       |
| 17                                 | 9   | Микита Мазепін     | Haas-Ferrari              | 1    | +31.993         | 18    |       |
| 18                                 | 7   | Кімі Ряйкконен     | Alfa Romeo Racing-Ferrari | 1    | +36.054         | ПЛ    |       |
| 19                                 | 11  | Серхіо Перес       | Red Bull Racing-Honda     | 1    | +38.205         | –2    |       |
| 20                                 | 18  | Ленс Стролл        | Aston Martin-Mercedes     | 1    | +44.1083        | 19    |       |
| Найшвидше коло: Не нагороджувалось |     |                    |                           |      |                 |       |       |
| Джерела:                           |     |                    |                           |      |                 |       |       |

Примітки
- ↑  — Було зараховано половину очок, так як було завершено менше 75 % гонки[7].
- ↑  — Стартова позиція Серхіо Переса була залишена порожньою через аварію, що сталася на шляху до стартової решітки. Згодом йому було дозволено стартувати з піт лейну[8].
- ↑  — Ленс Стролл фінішував 18-м на трасі, але отримав 10-секундний штраф після фінішу через заміну заднього крила під час червоного прапору[7].

## Положення в чемпіонаті після Гран-прі
|           | Поз. | Пілот            | Очки  |
| --------- | ---- | ---------------- | ----- |
| Unchanged | 1    | Льюїс Гамільтон  | 202.5 |
| Unchanged | 2    | Макс Ферстаппен  | 199.5 |
| Unchanged | 3    | Ландо Норріс     | 113   |
| Unchanged | 4    | Вальттері Боттас | 108   |
| Unchanged | 5    | Серхіо Перес     | 104   |
| Джерела:  |      |                  |       |

|           | Поз. | Конструктор           | Очки  |
| --------- | ---- | --------------------- | ----- |
| Unchanged | 1    | Mercedes              | 310.5 |
| Unchanged | 2    | Red Bull Racing-Honda | 303.5 |
| 1         | 3    | McLaren-Mercedes      | 169   |
| 1         | 4    | Ferrari               | 165.5 |
| Unchanged | 5    | Alpine-Renault        | 80    |
| Джерела:  |      |                       |       |

- Примітка: Тільки найвищі п'ять позицій вказані в обох заліках.

## Виноски
1. ↑  Микита Мазепін - росіянин, але він бере участь як нейтральний спортсмен, оскільки Спортивний арбітражний суд підтримав заборону брати участь у чемпіонатах світу Російській Федерації. Заборона була реалізована Світовим антидопінговим агентством у відповідь на спонсоровану державою програму допінгу російських спортсменів[en].